# روجا (فیلم)
روجا (به تامیلی: Roja) فیلمی محصول سال ۱۹۹۲ و به کارگردانی مانی راتنام است. در این فیلم بازیگرانی همچون آرویند سوامی، مادهو، نثار، پانکاج کاپور ایفای نقش کرده‌اند.